# إمبراطورية فيتنام
كانت الإمبراطورية الفيتنامية دولة نامية، لم تستمر طويلًا، تابعة للإمبراطورية اليابانية، حيث حكمت الهند الصينية الفرنسية السابقة في آنام وتونكين بين 11 مارس و 23 أغسطس عام 1945.

## التاريخ
خلال الحرب العالمية الثانية، بعد سقوط فرنسا وتأسيس فرنسا الفيشية، فقد الفرنسيون السيطرة العملية في الهند الصينية الفرنسية لليابانيين، لكن اليابان بقيت في الخلفية لإعطاء مسؤولي فرنسا الفيشية السيطرة الاسمية. تغير هذا في 9 مارس 1945 عندما تولت اليابان الحكم رسميًا. للحصول على دعم الشعب الفيتنامي، أعلنت الإمبراطورية اليابانية أنها ستعيد السيادة إلى فيتنام. أعلن الإمبراطور باو داي أن معاهدة هوي المبرمة مع فرنسا في عام 1884 باطلة. وقع الاختيار على تشن تشاو كيم، المؤرخ والباحث الشهير، لقيادة الحكومة كرئيس للوزراء.

## السياسات المتبعة

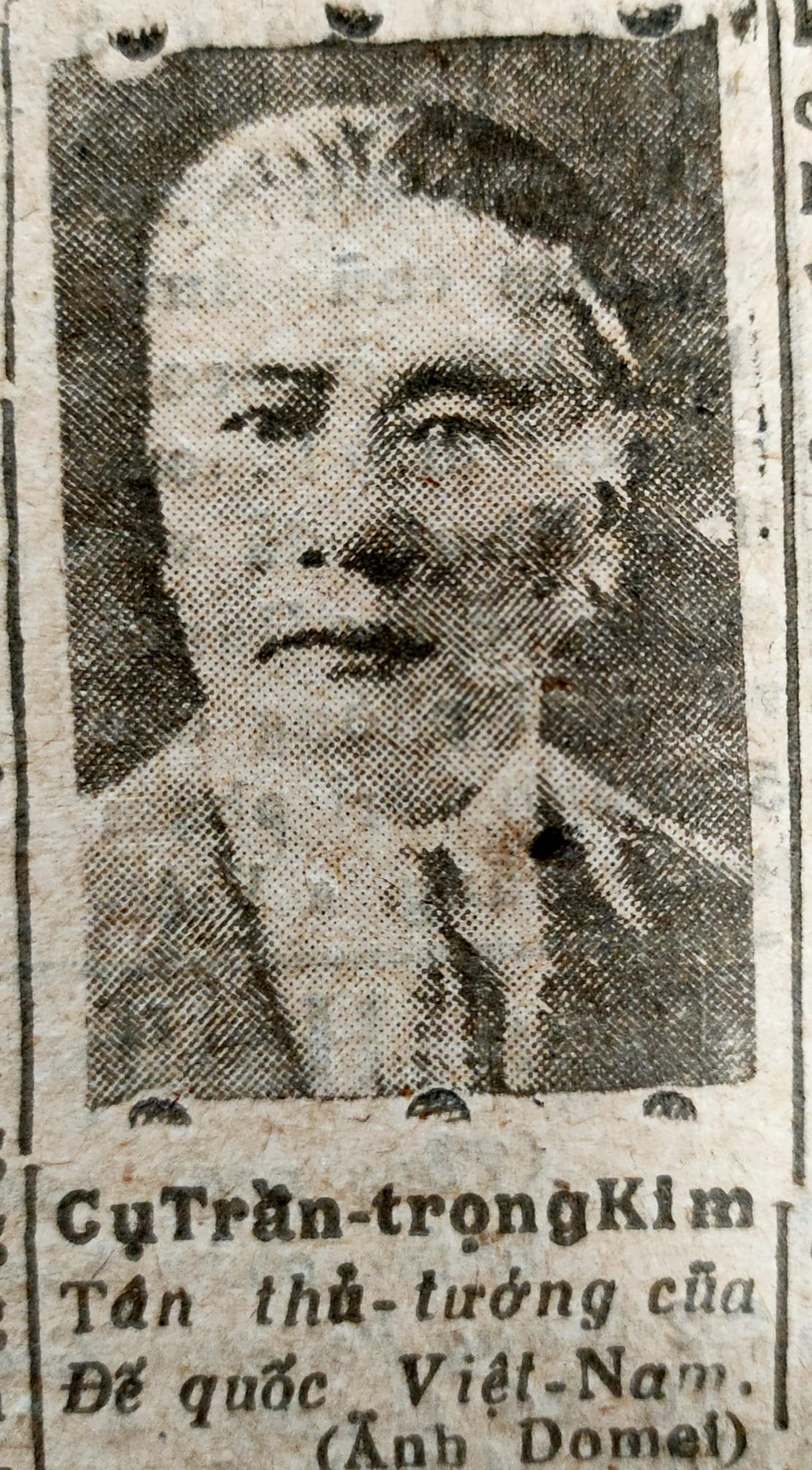
السيد تران ترونغ كيم، رئيس الوزراء الجديد لإمبراطورية فيتنام في 17 أبريل 1945.

### القضايا الدستورية
أمضى كيم ووزراؤه قدرًا كبيرًا من الوقت في القضايا الدستورية في اجتماعهم الأول في هوي في 4 مايو 1945. كان أحد قراراتهم الأولى هو تغيير الاسم الوطني إلى فيت نام. واعتبر هذا مهمة كبيرة وعاجلة. حيث أنها تعني الوحدة الإقليمية، كان اسم «فيت نام» اختيار الإمبراطور جيا لونغ لاسم الدولة منذ أن وحد إقليم فيت نام الحديث في عام 1802. علاوة على ذلك، كانت هذه هي المرة الأولى التي يعترف بها القوميون الفيتناميون في المناطق الشمالية، والوسطى، والجنوبية من جمهورية فيتنام  بالدولة رسميًا بهذا الاسم. في شهر مارس، ذكر النشطاء في الشمال دائمًا اسم داي فيت (فيت العظيم)، وهو الاسم الذي استخدمته أسرة لي وأسلافها قبل القرن الخامس عشر، بينما استخدم أولئك الموجودون في الجنوب اسم فيتنام، واستخدم القادة المركزيون اسم آنام (الجنوب السلمي) أو داي نام (الجنوب العظيم).
أعاد كيم أيضًا تسمية المناطق الثلاث من البلاد – حيث أصبح اسم المناطق الشمالية (تونكين أو باكي سابقًا) باك بو، وأصبحت المنطقة الوسطى (آنام أو تشونغ كي سابقًا) تشونغ بو، وأما المناطق الجنوبية (كوتشينشينا أو نام كي سابقًا) أصبحت نام بو. حقق كيم ذلك على الرغم من أن اليابانيين لم يمنحوه في ذلك الوقت سوى سلطة مباشرة على المناطق الشمالية والوسطى من فيتنام. عندما أنهت فرنسا احتلالها لفيتنام في عام 1885، أصبحت فيتنام الجنوبية فقط مستعمرة مباشرة تحت اسم كوشينشينا. حُددت المناطق الشمالية والوسطى كمحميات مثل تونكين وأنام. عندما أُعلن عن إمبراطورية فيتنام، احتفظ اليابانيون بالسيطرة المباشرة على كوتشينشينا، تمامًا مثل الفرنسيين.
أُعيد السيطرة على ثوان هوا، وهو اسم ما قبل فترة الاستعمار لهوي. عمل مسؤولو كيم على إيجاد بديل فرنسي لكلمة «أناميت»، والتي كانت تُستخدم للإشارة إلى الشعب الفيتنامي وخصائصهم كما هو موصوف في الأدب الفرنسي والاستخدام الرسمي. اعتبرت كلمة «أناميت» مهينة، واستُبدلت بكلمة «فيتنامين» (الفيتنامية). بصرف النظر عن ثوان هوا، قُبلت هذه الشروط دوليًا منذ أن أمر كيم بإجراء التغييرات. بالنظر إلى أن السلطات الاستعمارية الفرنسية ميزت بشدة المناطق الثلاث «تونكين» و«آنام» و«كوتشينشينا» ككيانات منفصلة، أشار ذلك إلى الافتقار إلى الثقافة الوطنية أو التكامل السياسي. نُظر إلى أعمال كيم الأولى على أنها رمزية ونهاية لأجيال من الإحباط بين المثقفين والثوار الفيتناميين.
في 12 يونيو 1945، اختار كيم علمًا وطنيًا جديدًا – راية صفراء مستطيلة الشكل بها ثلاثة خطوط حمراء عرضية على غرار لي كواي في كتاب التغييرات – ونشيد وطني جديد، الترنيمة القديمة دانغ دان كونغ (يصعد الملك إلى عرشه). أنهى هذا القرار ثلاثة أشهر من التكهنات المتعلقة بعلم جديد لفيتنام.

### إصلاح نظام التعليم
أكدت حكومة كيم بشدة على إصلاح نظام التعليم، مع التركيز على تطوير التدريب التقني، ولا سيما استخدام الكتابة بالحروف اللاتينية كلغة أساسية للتعليم. بعد أقل من شهرين في السلطة، نظم كيم أول امتحانات ابتدائية باللغة الفيتنامية، وهي اللغة التي كان ينوي استخدامها في الاختبارات المتقدمة. كما سعى وزير التعليم هوانغ شوان هان بجعل اللغة الفيتنامية اللغة العامة للتعليم الثانوي. استغرقت إصلاحاته أكثر من أربعة أشهر لتحقيق نتائجها، واعتبرت بمثابة نقطة انطلاق لحكومة فيت مين التي خلفتها حيث فرضت التعليم الجماعي الإلزامي. في يوليو، عندما قرر اليابانيون منح فيتنام الاستقلال الكامل والوحدة الإقليمية، كانت حكومة كيم على وشك البدء بجولة جديدة من الإصلاح، من خلال تسمية لجنة لإنشاء نظام تعليم وطني جديد.

### الإصلاح القضائي
حاول وزير العدل ترين دين ثاو إصلاح القضاء. في مايو 1945، فأنشأ لجنة إصلاح وتوحيد القوانين في هوي، حيث ترأسها. أعادت أحكامه تقييم أحكام السجناء السياسيين، مع إطلاق سراح عدد من النشطاء المناهضين لفرنسا، وإعادة الحقوق المدنية للآخرين. أدى ذلك إلى إطلاق سراح عدد من الكوادر الشيوعية الذين عادوا إلى خلاياهم السابقة، وشاركوا بنشاط في تدمير حكومة كيم.